# Jardim Paulistano
O Jardim Paulistano é um bairro nobre da zona oeste da cidade de São Paulo, Brasil. Forma parte da região da cidade conhecida como Jardins, de predomínio da classe-alta. O bairro faz parte do distrito do Pinheiros. É delimitado pela Avenida Cidade Jardim, Marginal Pinheiros, Avenida Eusébio Matoso, Avenida Rebouças, Rua Groenlândia, Alameda Gabriel Monteiro da Silva e Avenida Brigadeiro Faria Lima. Limita-se com os bairros: Jardim Europa, Pinheiros e Cidade Jardim, este último do outro lado do rio Pinheiros.
Por ser destinado a classes altas, o bairro abriga lojas de grifes internacionais tais como: Versace, Roberto Cavalli, Louis Vuitton, Hermès, Salvatore Ferragamo, Chanel, Jo Malone, Gucci, Tod's e Rolex.

## História
O bairro foi criado após os anos 1920, a partir das chácaras das famílias Matarazzo e Melão. A gleba ficava entre o Jardins América e Europa, loteados e urbanizados primeiramente. Na década de 1970, teve início a construção de inúmeros edifícios comerciais na Avenida Brigadeiro Faria Lima, havendo um rompimento com a horizontalidade inicial do bairro, quando se tornou um dos centros financeiros da cidade.
Hoje é o bairro mais valorizado da cidade, pois 7 das 14 vias de maior valor comercial por metro quadrado do município estão no bairro, a exemplo das ruas: Campo Verde, Carlos Millan, Ceilão, Ibiapinópolis, Jacarezinho e a Alameda Gabriel Monteiro da Silva. Nelas há intenso grau de arborização e mansões milionárias. É classificado pelo CRECI como "Zona de Valor B", assim como outras áreas nobres da capital como Brooklin, Cerqueira César, Alto de Santana e Vila Olímpia.
Em 2024 em um ranking feito pelo jornal O Estado de São Paulo o bairro apresentava 3 ruas com o maior metro quadrado do país para compra de imóveis: Rua Seridó (R$ 67.073) - 1° lugar, R. Angelina Maffei Vita (R$ 46.643) - 3° lugar e Rua Frederic Chopin (R$ 45.941) - 5° lugar, além de uma via para aluguel de imóveis: Rua Campo Verde (R$ 174,00) - 5° lugar.
Na região da Avenida Faria Lima, grande centro financeiro da cidade, localizam-se diversos escritórios comerciais e sedes  de corporações, tais como: Portugal Telecom, Telefónica,Globosat, Grupo Newcomm, Deutsche Bank, Bank of America, ArcelorMittal Timóteo, Itaú BBA, Marfrig, UOL, além d'A Hebraica, o maior clube judeu do mundo fora de Israel e do 
Shopping Iguatemi, um dos mais antigos e luxuosos do país.
Em seu território encontram-se também os consulados: alemão, bangladeshiano e holandês.
Moradores e ex-moradores
- Franco Montoro (1916 - 1999), político[16]
- Gilberto Kassab (1960), economista, engenheiro civil, empresário e político[17]
- Mário Covas (1930-2001), engenheiro e político[18]
- Herbert Levy (1911-2002), empresário, político e banqueiro[19]